# 罗夫尼岛
罗夫尼岛（俄语：Ровный острова）又称阿尔卡岛，是一个位于鄂霍次克海的岛屿。

## 地理
罗夫尼岛长2.2千米，宽1.4千米。位于品仁纳湾的东海岸，距离大陆6.8千米。在行政上属于堪察加边疆区管辖。